# Albert Kanene Obiefuna
Albert Kanene Obiefuna (* 30. Januar 1930 in Oraukwu, Anambra, Nigeria; † 11. Mai 2011) war römisch-katholischer Bischof von Onitsha in Nigeria.

## Leben
Albert Obiefuna studierte zunächst am Lehrerseminar in Onitsha (1955–57), anschließend Philosophie am Seminar in Enugu (1957–1959) und katholische Theologie an der Päpstlichen Universität Urbaniana in Rom. Er empfing am 21. Dezember 1963 im Collegio Urbano de Propaganda Fide die Priesterweihe durch Erzbischof Grégoire-Pierre Kardinal Agagianian, Präfekt der Kongregation für die Evangelisierung der Völker. An der römischen Accademia Alfonsiana wurde er 1966 in Moraltheologie promoviert. Er war zunächst Pfarrer an der Kathedrale von Onitsha. Von 1967 bis 1976 lehrte er am Bigard Memorial Seminary in Enugu, 1976/77 war er dessen Rektor.
Papst Paul VI. ernannte ihn am 10. November 1977 zum ersten Bischof des mit gleichem Datum neugegründeten Bistums Awka. Die Bischofsweihe spendete ihm am 5. Februar 1978 Erzbischof Girolamo Prigione, Apostolischer Pro-Nuntius in Nigeria; Mitkonsekratoren waren Francis Arinze, Erzbischof von Onitsha, und Mark Onwuha Unegbu, Bischof von Owerri.
Am 9. September 1994 wurde Albert Kanene Obiefuna von Papst Johannes Paul II. zum Koadjutorerzbischof von Onitsha bestellt. Am 25. Februar 1995 trat er mit dem Rücktritt von Stephen Nweke Ezeanya dessen Nachfolge als Erzbischof von Onitsha an. Er war von 1994 bis 2000 Präsident der Conference of Catholic Bishops of Nigeria (CCBN).
Am 1. September 2003 wurde seinem vorzeitigen Rücktrittsgesuch stattgegeben. Er starb an einem Krebsleiden.

## Schriften
- Archbishop Charles Heerey's missionary efforts for the Bigard Memorial Seminary, Enugu: A tribute. 1974.
- The Church as Christ. CECTA 1994, ISBN 978-978-2396-13-6.
- Pastor & the ministry of the word. Snaap Press 2003, ISBN 978-978-049-235-9, zusammen mit Nathaniel Chidozie Obiagba (Hrsg.)